# Kathedraal van de Opdracht van de Moeder Gods in de tempel
De Kathedraal van de Opdracht van de Moeder Gods in de tempel (Russisch: Введенский собор лейб-гвардии Семёновского полка) was een Russisch-orthodoxe kathedraal in de Russische Sint-Petersburg. De kathedraal werd in 1933 tijdens Stalins anti-religieuze campagne vernietigd.

## Geschiedenis
Nadat het Semjonovski regiment in 1718 naar Sint-Petersburg werd verhuisd, werd er eerst een tijdelijke kerk voor het regiment gebouwd. In 1746 werd een permanente kerk  van hout ingewijd, die al in 1764 werd gesloopt en werd vervangen door een andere kerk op een andere locatie. In 1837 werd besloten een nieuwe, stenen kerk voor het regiment te bouwen. Als architect werd Konstantin Thon aangewezen. In de herfst van 1839 was het gebouw in Russisch-Byzantijnse stijl met vijf koepels grotendeels voltooid. De wijding vond in aanwezigheid van tsaar Nicolaas plaats op 21 november 1842. De bouwkosten bedroegen meer dan één miljoen roebel en werden voor grootste deel gefinancierd uit de persoonlijke middelen van tsaar Nicolaas. Reliëfs in de kerk en de schilderijen werden gemaakt door kunstenaars van de Academie voor Schone Kunsten.
In 1907 werd het gebouw gerenoveerd en in 1913 kreeg de kerk de status van kathedraal. In het westelijke deel van de benedenkerk bevond zich een grafkelder voor hooggeplaatste gesneuvelden bij de opstanden in 1905. Tijdens de Eerste Wereldoorlog werden een aantal gesneuvelde officieren van het regiment in de kerk bijgezet.  

## Sovjet-periode

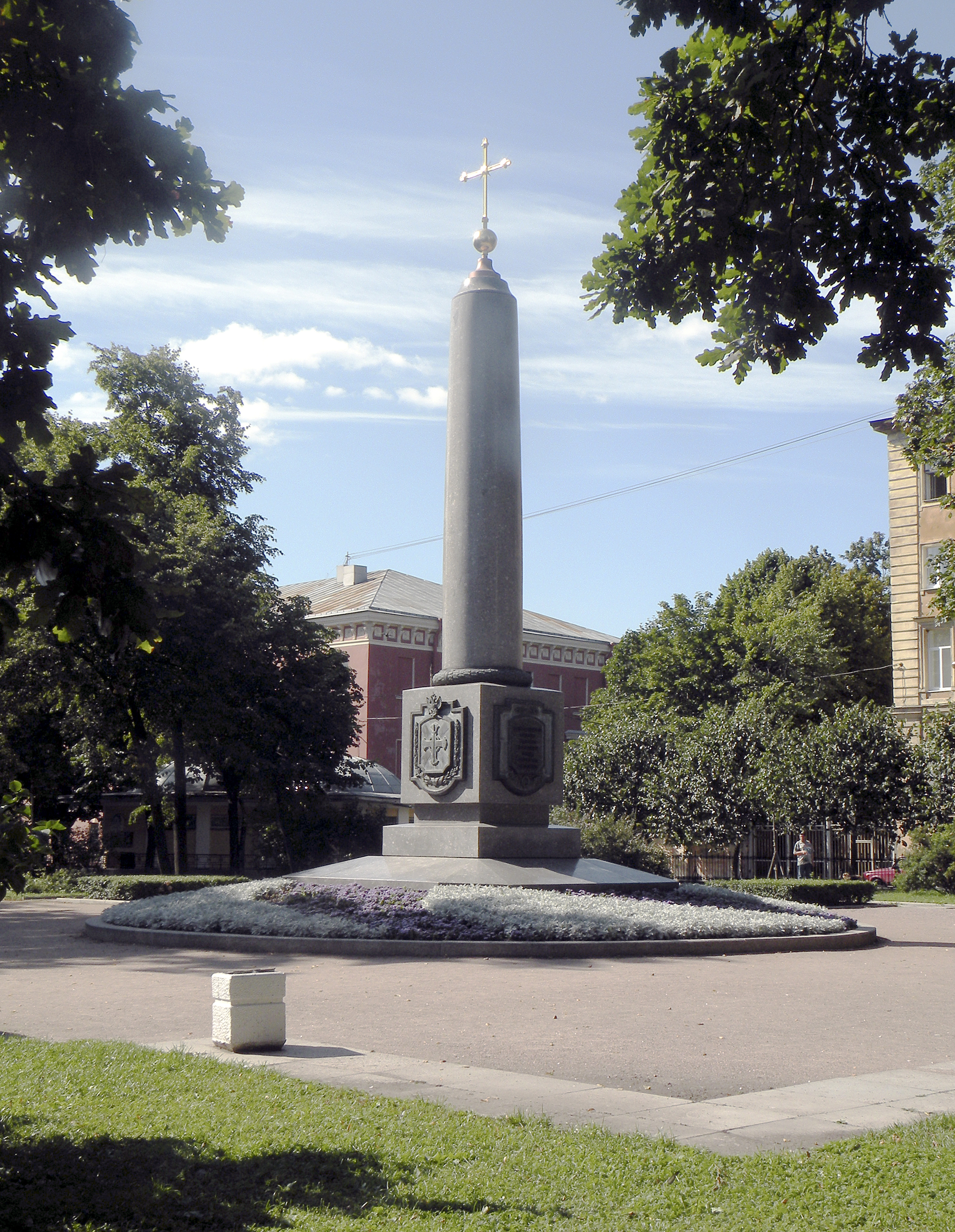
Het gedenkteken op de plek van de verwoeste Kathedraal van de Opdracht van de Moeder Gods in de tempel

De kathedraal werd op 8 maart 1932 gesloten voor de eredienst. Volledige afbraak vond plaats in 1933. Tegenwoordig is alles wat aan het gebouw herinnert een in 2003 op de plek van de kathedraal onthulde gedenkzuil.